# Freddie Burretti
Freddie Burretti, né Frederick Burrett à Hackney (Londres) le 28 juin 1951 et mort à Paris 14e le 11 mai 2001, est un tailleur et couturier anglais. Très proche de David Bowie dans la première moitié des années 1970, il crée la plupart de ses tenues de scène glam rock et en particulier celles de son personnage de Ziggy Stardust.

## Biographie
Freddie Burretti naît le 28 juin 1951 dans le borough londonien de Hackney où il passe son enfance au sein d'un milieu ouvrier. Il vit de 14 à 18 ans à Bletchley, une petite ville anglaise au nord-ouest de Londres. Vers la fin des années 1960, il travaille chez un tailleur grec de King's Road, à Londres. Il fait la connaissance de David Bowie dans une discothèque gay de Kensington, El Sombrero,, en 1971.
Bowie et sa femme Angie se lient avec le jeune homme et avec Daniella Parmar, sa prétendue petite amie (tous deux sont homosexuels). Angie Bowie le décrit comme un homme extraordinairement beau, grand, blond, aux pommettes saillantes.
L’artiste, pas encore connu, est alors sous contrat avec Mercury, mais ne souhaite pas leur confier les morceaux qu'il prépare : aussi constitue-t-il la formation éphémère The Arnold Corns pour enregistrer et publier discrètement quelques titres dans une sorte de galop d'essai pour The Rise and Fall of Ziggy Stardust and the Spiders from Mars. Bowie propulse Burretti à l'avant-scène de The Arnold Corns, en faisant le chanteur en titre, sous le pseudonyme de Rudi Valentino. Mais malgré cet affichage, Freddie Burretti ne chante sur aucun des enregistrements d'Arnold Corns.
C’est en fait de loin dans ses créations vestimentaires que Burretti est le plus brillant. Le couple Bowie l’installe dans leur maison de Haddon  Hall, pour préparer les tenues de scène de David et des Spiders from Mars.
Il est notamment le créateur :

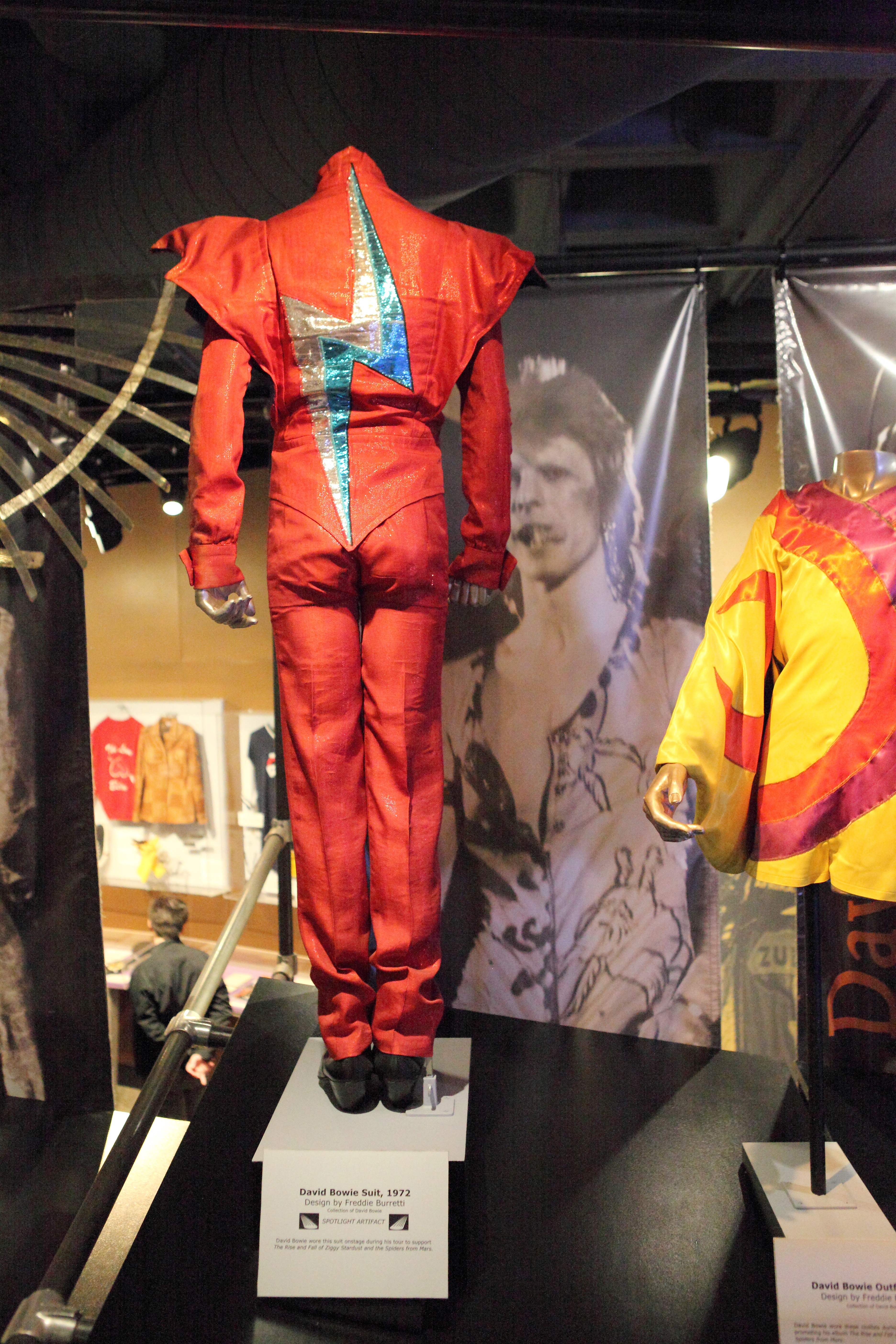
Un costume de Freddie Burretti pour le Ziggy Stardust Tour.

- du justaucorps de Bowie sur la couverture de l’album The Rise and Fall of Ziggy Stardust and the Spiders from Mars ;
- d'un costume couleur chocolat, à veste courte à double boutonnage et pantalon large à revers[11] ;
- de son costume de satin bleu glacier, porté sur la video de Life on Mars? et lors de son concert du 12 mai 1973 à Earls Court [12] ;
- du justaucorps rouge et vert laissant nus un bras et la jambe opposée, porté par l’artiste dans cette même vidéo[13] ;
- d’un costume blanc zébré de noir dans lequel Bowie est photographie au bord du train Aberdeen Express en 1973[2] ;
- de l’ensemble matelassé doré à motifs bleu et orange de Ziggy Stardust[14], fabriqué de chutes de tissu de chez Liberty et porté notamment lors de l’émission de la BBC Top of the Pops qui lance la carrière de Bowie le 6 juillet 1972[15] ;
- le costume de pirate romantique du futur de Halloween Jack en 1974, pour Diamond Dogs[16] ;
- d’une combinaison rouge portant l’iconique emblème de l’éclair ;
- d'un boléro vert bouteille frappé d'une image d'Octobriana, une héroïne de bande dessinée tchèque[17].

Au milieu des années 1970, Burretti quitte Londres après un possible « désaccord financier » avec Bowie, annonçant son intention de travailler pour l’entreprise Valentino. La vie qu'il mène alors reste inconnue : il est aperçu en Israel, et sa famille le fait porter sur une liste de personnes disparues.
Le 11 mai 2001, il meurt d'un cancer à Paris, où il semble qu'il travaillait depuis une dizaine d'années.

## Hommages
Dans les paroles de sa chanson All the Young Dudes (1972), Bowie mentionne le Burretti parmi ceux d'autres de ses fréquentations gays de l'époque (Wendy Kirby, Silly Billy, etc.) :
« And Freddy's got spots from ripping off the stars
From his face »
« Et Freddy a des taches à force d'arracher les étoiles
De son visage »
Le film de Lee Scriven Starman: Freddie Burretti - The Man Who Sewed The World (2015) lui est consacré. Ce documentaire a été adapté en bande dessinée en 2020 par Paul B. Rainey.